# 타카미네 타에코
타카미네 타에코(일본어: 高峰 妙子 たかみね たえこ[*], 1899년 5월 6일 - 1980년 11월 15일)는 전 다카라즈카 소녀 가극단 남역 주연 스타 (첫 공연 주연. 남역 스타 제 1호. 하나구미ㆍ유키구미 주연 념역이었다)이다. 다카라즈카 가극단 1기생, 애칭은 "앗상"이다. 동기생으로는 오오에 후미코, 쿠모이 나미코, 오구라 미유키, 유라 미치코 등이 있다.
후쿠이현 사카이군 혼죠무라 (현 아와라시) 출신이다. 전 다카라즈카 가극단ㆍ다카라즈카 음악학교 성악 강사였다.

예명의 유래는 오구라 백인일수의 제 4번 : 야마베노 아카히토의
田子之浦に 打出て見れば 白妙の 富士の高嶺に 雪は降りつつ타고노우라에 나가 보면 백묘한 후지의 고령에 눈은 내리면서
에서 명명되었다.

## 약력ㆍ에피소드
1913년 7월, 다카라즈카 창가대 (이 해 12월에 다카라즈카 소녀 양성회로 개칭)에 14살의 나이로 입대하였다.
1914년 4 ~ 5월, 다카라즈카 소녀 가극 (현 다카라즈카 가극)의 첫 공연인 『돈부라코』에서 주연인 모모타로를 연기했다. 초연 당시 14살이었지만, 4~5월의 공연 중에 15살이 되었다.
당시, 「히후미요이무나 (ひふみよいむな)」라고 읽는 것이 보통이었던 음계를 「도레미파」로 부르면서 즉시채용이 된 일화가 있다.
1927년 2월 24일, 다카라즈카 소녀 가극단을 27세의 나이로 퇴단. 퇴단 후에는 가극단에서 성악 강사를 맡았다.
1980년, 81세의 나이로 사망했다.
2015년, 다카라즈카 가극의 전당에 전당 입성자를 고를 때, 다카라젠느로써 츠루기 미유키와 함께 전당에 입성했다.

## 재단 시절 주요 무대
- 『ドンブラコ』- 모모타로 役, 『浮れ達摩』『胡蝶』 (1914년 4월 1일 - 5월 30일,  다카라즈카 극장 (파라다이스 극장))
- 『櫻大名』 (1916년 3월 19일 - 5월 21일,  다카라즈카 극장 (파라다이스 극장))
- 『ヴェニスの夕』 (1916년 7월 20일 - 8월 31일,  다카라즈카 극장 (파라다이스 극장))
- 『アンドロクレスと獅子』 (1917년 3월 20일 - 5월 20일,  다카라즈카 극장 (파라다이스 극장))
- 『リザール博士』『夜の卷』 (1917년 7월 20일 - 8월 31일,  다카라즈카 극장 (파라다이스 극장))
- 『コサツクの出陣』『ゴザムの市民』 (1917년 10월 20일 - 11월 30일,  다카라즈카 극장 (파라다이스 극장))
- 『新世帶』『神樂狐』 (1918년 3월 20일 - 5월 20일,  다카라즈카 극장 (파라다이스 극장))
- 『造物主』『クレオパトラ』 (1918년 7월 20일 - 8월 31일,  다카라즈카 극장 (파라다이스 극장))
- 『馬の王様』 (1918년 10월 20일 - 11월 30일,  다카라즈카 극장 (파라다이스 극장))
- 『花咲爺』『啞女房』 (1919년 1월 1일 - 1월 20일,  다카라즈카 극장 (파라다이스 극장))
- 『桶の中の哲學者』 (1919년 3월 20일 - 5월 20일,  다카라즈카 극장 (공회당 극장))
- 『蟹滿寺緣起』『世界漫遊』 (1919년 7월 20일 - 8월 31일,  다카라즈카 극장 (공회당 극장))
- 『涅槃猫』『女醫者』 (1919년 10월 20일 - 11월 30일,  다카라즈카 극장 (공회당 극장))
- 『魔法の種』 (1920년 1월 1일 - 1월 20일,  다카라즈카 극장 (공회당 극장))
- 『酒の行兼』 (1920년 3월 20일 - 5월 20일,  다카라즈카 극장 (공회당 극장))
- 『コロンブスの遠征』 (1920년 7월 20일 - 8월 31일,  다카라즈카 극장 (공회당 극장))
- 『五人娘』『월 光曲』 (1920년 10월 20일 - 11월 30일,  다카라즈카 극장 (공회당 극장))
- 『雀のお宿』 (1921년 1월 1일 - 1월 20일,  다카라즈카 극장 (공회당 극장))
- 『守錢奴』 (第一部) (1921년 3월 20일 - 5월 20일,  다카라즈카 극장 (공회당 극장))
- 『成金』『田樂男』 (第一部) (1921년 7월 20일 - 8월 31일, 공회당 극장)
- 『カインの殺人』『能因法師』『戀の老騎士』 (하나구미) (1921년 10월 20일 - 11월 30일, 제2가극장)
- 『室咲』 (하나구미) (1923년 1월 1일 - 1월 20일,  다카라즈카 극장 (공회당 극장))
- 『貞任の妻』『アミナの死』 (하나구미) (1923년 4월 11일 - 5월 10일, 다카라즈카 신가극장 (중극장))
- 『ドーバンの首』 (하나구미) (1923년 7월 10일 - 8월 19일, 다카라즈카 신가극장 (중극장))
- 『楊貴妃』『マルチンの望』 (하나구미) (1923년 9월 25일 - 10월 24일, 다카라즈카 신가극장 (중극장))
- 『笛が鳴る』『マルタ』 (하나구미) (1924년 1월 1일 - 1월 31일, 다카라즈카 신가극장 (중극장))
- 『王者の劍』『中山寺緣起』 (하나구미) (1924년 5월 1일 - 5월 21일, 다카라즈카 신가극장 (중극장))
- 『カチカチ山』『女郎蜘蛛』 (츠키・하나구미) (1924년 7월 19일 - 9월 2일, 다카라즈카 대극장)
- 『佐保姫』『眼』 (하나구미) (1924년 11월 1일 - 11월 30일, 다카라즈카 대극장)
- 『陰雨』 (하나구미) (1925년 6월 1일 - 6월 30일, 다카라즈카 대극장)
- 『カルメン』 (유키구미) (1925년 8월 1일 - 8월 31일, 다카라즈카 대극장)
- 『守錢奴』 (하나구미) (1925년 12월 1일 - 12월 28일, 다카라즈카 대극장)
- 『神樂狐』 (유키구미) (1926년 2월 1일 - 2월 28일, 다카라즈카 대극장)
- 『紅梅染』 (유키구미) (1926년 8월 1일 - 8월 31일, 다카라즈카 대극장)
- 『熊襲兄弟』 (유키구미) (1926년 11월 1일 - 11월 30일, 다카라즈카 대극장)
- 『啞女房』 (유키구미) (1927년 1월 1일 - 1월 31일, 다카라즈카 대극장)